# Anaclavella sillaginoides
Anaclavella sillaginoides is een eenoogkreeftjessoort uit de familie van de Lernaeopodidae. De wetenschappelijke naam van de soort is voor het eerst geldig gepubliceerd in 1940 door Heegaard.